# 명인제약
명인제약주식회사(明仁製藥株式會社)는  CNS(중추 신경계) 전문 의약품 제조 업체로 출발한 대한민국의 의약품 제조회사다. 정신건강의학과 치료제의 선두 업체인 환인제약의 후발 업체로서, 다국적 외국계 제약사 제품을 라이센싱하거나 판매 및 제휴 대신 처방 의약품 시장의 다변화 차원에서, 원료 합성 중심으로 100% 국산화하여, 개량 신약 및 특허 회피 제네릭 의약품을 압도적으로 보유한 것으로 유명하다.
또한, 다문화 가족 자녀에 대한 장학사업을 통해 사회적 공헌 활동의 일환으로, 재단법인 '명인다문화장학재단'으로 2023년에 설립한 바 있다.

## 연혁
- 1985년 4월 18일 명인제약 설립 (경기도 부천 소재)
- 1985년 6월 의료용 마약류 취급자(제조업자) 허가 취득
- 1988년 명인제약주식회사로 법인명 변경
- 1989년 시력개선 치료제 모아겐 출시
- 1991년 잇몸질환 치료제 이가탄 출시
- 1992년 KGMP 팔탄 공장 준공/내용 고형제 및 주사제 KGMP 적격업체 지정
- 1993년 뇌전증 치료제 '카마제핀 CR정' 출시
- 1994년 장용성 변비치료제 메이킨 발매
- 1998년 항우울제 푸로작 제네릭 '푸록틴 캡슐' 출시
- 1999년 잇몸질환 치료제 '이가탄 캡슐' 해외 수출
- 2000년 종합감기약 '콜그린에이' 출시
- 2004년 조현병 치료제 리스페달 제네릭 '리스펜 정' 출시
- 2004년 부모사랑 효캠페인 라디오광고 시작
- 2005년 뇌전증 치료제 토파맥스 제네릭 '토파메이트정' 출시
- 2009년 조현병 치료제 쎄로켈 제네릭 '큐로켈 정' 출시/항우울제 렉사프로 제네릭 '뉴프람 정' 출시/서방형 항우울제 이팩사 제네릭 '코팩사 XR 서방캡슐' 출시
- 2010년 조현병 치로제 자이프렉사 제네릭 '뉴로자핀 정' 출시
- 2011년 알츠하이머병 치료제 '실버셉트 오디정' 출시
- 2012년 독일 Medice 사의 기술제휴로 장용성 ADHD 치료제 '메디키넷 리타드 캡슐' 출시
- 2013년 뇌전증 치료제 케프라 제네릭 '큐팜 정' 출시
- 2014년 ADHD 치료제 스트라테라 제네릭 '아토목신 캡슐' 출시
- 2015년 항우울제 레메론 제네릭 '밀타 정/밀타 오디정'출시/생약성분의 장용성 변비치료제 메이킨Q 발매
- 2016년 뇌전증 치료제 빔팻 제네릭 '라코 정' 출시
- 2018년 서방형 조현병 치료제 '인베가' 제네릭 '팔리스펜 ER 서방정' 출시
- 2018년 국제표준 부패방지경영시스템 'ISO37001' 인증획득
- 2019년 서방형 뇌전증 치료제 '케프라 XR' 제네릭 '큐팜 XR 서방정' 출시
- 2022년 조현병 치료제 아빌리파이 제네릭 '레피졸 정(1mg, 2mg)' 출시

## 주요 제품

### 일반 의약품
- 이가탄F
- 하이라제
- 메이킨Q
- 콜그린에이
- 모아칼
- 비오라민골드
- 폭센
- 헬스비타

### 전문 의약품

#### ADHD 치료제
- 페로스핀정
- 메디키넷리타드캡슐
- 아토목신캡슐

#### 우울증 및 조울증 치료제
- 그로민캡슐
- 뉴프람정
- 드록틴캡슐
- 명인아미트리프틸린염산염정
- 명인이미프라민염산염정
- 명인탄산리튬정
- 명인트라조돈염산염정/명인트라조돈캡슐
- 밀타정/밀타오디정
- 에스벤서방정
- 코팩사XR서방캡슐
- 트라린정
- 파록스정/파록스씨알정
- 푸록틴캡슐/푸록틴확산정
- 헬스피온서방정
- 보세틴정

#### 조현병 치료제
- 뉴로자핀정
- 레피졸정
- 리스펜정/리스펜오디정
- 명인클로르프로마진염산염정
- 명인페르페나진정
- 명인피모짓정
- 명인할로페리돌정/명인할로페리돌주사
- 설피딘정
- 아미썰정
- 큐로켈/큐로켈서방정
- 티세르신정
- 팔리스펜서방정

#### 불안/수면장애 (마약류) 치료제
- 루나팜정
- 명세핀정
- 명인디아제팜정
- 명인부스피론염산염정
- 명인브로마제팜정
- 스리반정
- 자나팜정
- 조스정
- 졸민정
- 졸피신정
- 아모닐정

#### 기타 (뇌전증 및 치매 치료제)
- 카마제핀씨알/카마제핀정
- 실버셉트/실버셉트오디정
- 리셀톤정
- 큐팜정/큐팜XR서방정
- 카펠큐정
- 수마트란정
- 트락손정
- 프로막정
- 클로퀸정
- 프레갈캡슐
- 라모스탈정
- 펠로정
- 클로바주
- 명도파정
- 페리콤파정
- 토파메이트정

## 사업장 현황
- 본사: 서울특별시 서초구 효령로 267 (명인타워 본사)
- 본점(사업장 소재지): 경기도 화성시 팔탄면 노하길 361-12 (팔탄 제1공장)
- 제2공장: 경기도 화성시 향남읍 발안공단로 17 (중앙 연구소)